# Chrysso barrosmachadoi
Chrysso barrosmachadoi là một loài nhện trong họ Theridiidae.
Loài này thuộc chi Chrysso. Chrysso barrosmachadoi được Lodovico di Caporiacco miêu tả năm 1955.